# ألقاب إنانا

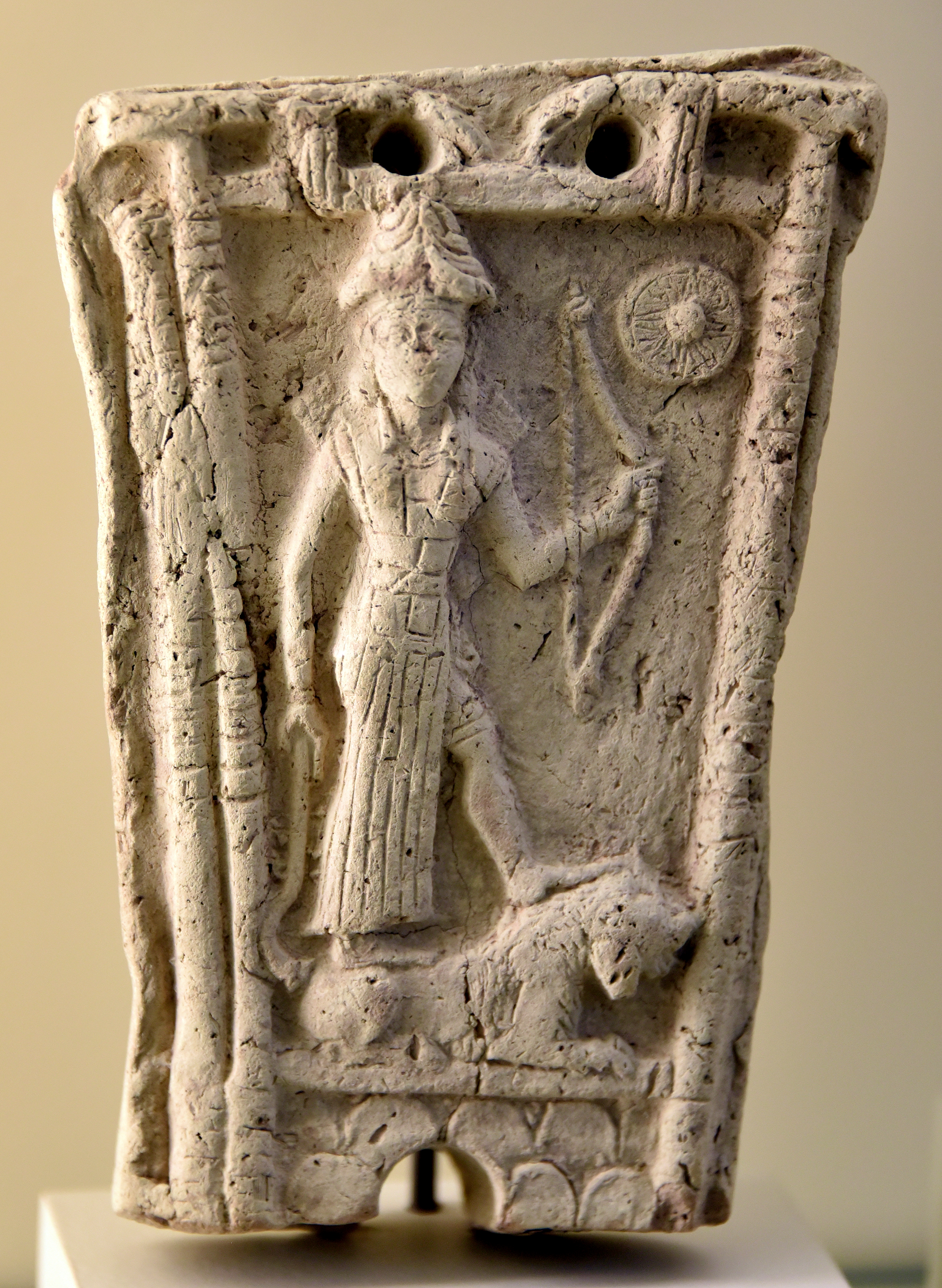
لوحة من الطين تصور إنانا/عشتار مسلحة واقفة على أسد. كان ارتباطها بهذه الحيوانات تجسيدًا للقب "لاباتو".

كانت ألقاب إنانا عبارة عن ألقاب وأسماء مستعارة استخدمت للإشارة إلى هذه الإلهة الرافدينية ونظيرتها الأكادية عشتار. في بلاد ما بين النهرين، كانت الألقاب تُستخدم عادةً بدلاً من الاسم الرئيسي للإله، وكانت التركيبات التي تتكون من اسم مع لقب مشابه لتلك الشائعة في الديانة اليونانية القديمة نادرة نسبيًا. كان لدى إنانا ألقاب أكثر من أي إله آخر في بلاد ما بين النهرين. كانت تتعلق بارتباطاتها بمدن أو مناطق محددة، مثل الوركاء، أو زبالام، أو أكاد، أو نينوى، أو بلاد البحر. وبدلًا من ذلك، سلط آخرون الضوء على أدوارها المحددة، على سبيل المثال، دور الإلهة النجمية التي تجسد كوكب الزهرة - أو إلهة الحرب. وفي بعض الحالات، تطورت ألقابها الفردية في نهاية المطاف إلى آلهة منفصلة.

## ملخص
في بلاد ما بين النهرين القديمة، كان من الممكن استخدام الألقاب جنبًا إلى جنب مع الاسم الأساسي لإله معين، أو بدلاً منه. كانت الممارسة الأخيرة منتشرة على نطاق واسع في النصوص الدينية، في حين كانت التركيبات القياسية للاسم مع اللقب، والتي يمكن مقارنتها بتلك المنتشرة في الديانة اليونانية القديمة ، غير شائعة نسبيًا. كان الغرض الأساسي من هذه الألقاب هو "تحديد الصفات الأساسية والأنشطة والوظائف والأنساب والمكانة الهرمية لإله معين". تشير أقدم النصوص المسمارية من فترة أوروك إلى أن إنانا كانت تُعبد بالفعل تحت عدد من الألقاب في أوروك في ذلك الوقت. وفقًا لفرانس ويجرمان، كانت هي الإلهة الرافدينية التي لديها أكبر عدد من هذه الأسماء الثانوية، حيث كان نيرغال فقط هو الذي يمتلك عددًا مماثلًا منها. تم إدراج أكثر من سبعين اسمًا لإنانا في قائمة الآلهة أن = أنوم وحده. في مؤلفات مختلفة، يمكن ذكر سبعة أسماء فردية لهذه الإلهة في وقت واحد. يمكن العثور على مثال محتمل في أرشيف السباعيات الصوفية . في إحدى الحالات، يشير ترنيمة تعدّد ألقاب إنانا ببساطة إلى هذه الألقاب باعتبارها "أسماء" ( مو ).
تبدأ العديد من ألقاب إنانا بكلمتي نين أو بيليت، وكلاهما يمكن ترجمتهما إلى "سيدة". نين عنصر مشترك في الأسماء السومرية، والتي عادة ما تجمعها مع اسم جغرافي أو اسم آخر. تظهر كلمة بيليت بشكل مماثل في اللغات الأكادية، وليس بالضرورة فقط في ألقاب إنانا، كما يتضح من وجود آلهة مستقلة مثل بيليت-ناجار ("سيدة ناجار ") وبيليت-أبيم ("سيدة أبوم "). تم توثيق نوع ثالث شائع من الألقاب المشابهة، بدءًا من شارات ("الملكة")، لأول مرة في العصر البابلي القديم في الجزء الشمالي من بابل. ومع ذلك، فإن الألقاب التي تشير إلى مظاهر الآلهة المختلفة المرتبطة بأماكن محددة تم إثباتها بالفعل في فترة الأسرات المبكرة. تذكر قائمة المعابد الكنسية، التي يرجع تاريخها إلى النصف الثاني من الفترة الكاشية، ما لا يقل عن تسعة وسبعين معبدًا في أجزاء مختلفة من بلاد ما بين النهرين مخصصة لإنانا أو مظاهرها المختلفة. تشمل المدن المرتبطة بها العديد من أقدم القوى السياسية في بلاد ما بين النهرين، مثل أوروك (حيث كانت الإلهة الأكثر أهمية في فترة أوروك بالفعل)، وكيش ، وأوما أو زبالام. في منتصف الألفية الثالثة قبل الميلاد، اندمجت أيضًا مع الإلهة الأكادية عشتار، إلهة مدينة أكاد، ربما بدعم من سلالة سرجون التي حكمت بلاد ما بين النهرين في ذلك الوقت. تظهر مجموعات من مظاهر إنانا من مواقع جغرافية مختلفة في قوائم الآلهة، مثل قائمة آلهة فايدنر وقائمة آلهة نيبور. في الحالة الأولى، يختلف الاختيار الدقيق وترتيب الظهور بين النسخ، على الرغم من أن إنانا أوروك تظهر دائمًا أولاً. كما أنها تفتح قسمًا مشابهًا في An = Anum.
يمكن أيضًا عبادة إنانا في أشكال نجمية وعسكرية.  من المرجح أن يعود الجانب السابق من شخصيتها إلى ما قبل التاريخ، حيث كان يُفهم بالفعل أنها تجسيد لكوكب الزهرة كنجم الصباح والمساء بناءً على ألقابها الموجودة في النصوص من فترة أوروك. في An = Anum، تحتوي الألقاب النجمية على قسم فرعي خاص بها، ويتم فصلها عن أسماء إنانا الأخرى بقائمة من خدمها. وقد قيل أن دور المحارب كان في الأصل حكرًا على عشتار ولم يكن ينتمي إلى مجال إنانا، ولكن وفقًا لجوان جودنيك ويستنهولز، كان كلاهما بالفعل إلهين معقدين مع العديد من الأدوار قبل الاندماج المتزامن.
في بعض الحالات، يمكن أن تتطور ألقاب الآلهة الرافدينية إلى شخصيات متميزة تمامًا.  لاحظت ويستنهولز أن هذه الظاهرة، التي تشير إليها باسم "انشطار الآلهة"، موثقة لدى العديد من أعضاء آلهة بلاد ما بين النهرين، إلا أنها الأكثر شيوعًا بالنسبة لأسماء إنانا. بسبب عدد ألقابها، فضلاً عن ارتباطها المتكرر بأماكن محددة، فقد تم التكهن بأنه ربما كان هناك أكثر من إله يدعى إنانا. تزعم تونيا شارلاش أن اسمي إنانا وعشتار كانا في الواقع مصطلحين شاملين، وأن العديد من الأشكال المحلية كانت لها شخصيات مميزة. وأشار ويستنهولز إلى أن عددًا كبيرًا من إنانا ( د إنانا.ميش) كان يُعبد في النصف الثاني من الألفية الثانية قبل الميلاد. يمكن أن تتعايش تفسيرات الأشكال الفردية لإنانا كجوانب لإله واحد أو كجوانب متعددة.

## ألقاب
| كنية              | التقارب اللغوي       | ملحوظات |
| ----------------- | -------------------- | --- |
| ألايواشوي         | الحوريون أو الحوريون | كان يتم عبادة IŠTAR allaiwašwe (بمعنى غير مؤكد) في Ulamme. |
| كوميلا            | الحوريون أو الحوريون | Ḫumella أو d IŠTAR كان يُعبد ḫumella إلى جانب Nergal في Ulamme. كما تم إثبات وجود الزوج في ارتباط مع مدن أخرى في مملكة Arrapha ، وقد قورنت العلاقة بينهما بالارتباط بين نينوى Šauška و Teshub . اقترح فولكرت هاس بعد دراسة سابقة لإلسي ويجنر أن Ḫumella ربما كان شكلاً من أشكال d IŠTAR المرتبطة بالعالم السفلي. |
| بوتاكي            | حوريان               | كان يتم عبادة d IŠTAR putaḫḫe إلى جانب d IŠTAR bēlat dūri في Ulamme. ربما يكون اللقب مشتقًا من الجذر الحوري pud- ، "إنشاء" أو "إنجاب". |
| توبكيلكي أكوباوي؟ | الحوريون أو الحوريون | كان يتم عبادة d IŠTAR tupkilḫe في مدينة Apenaš، وقد يكون مطابقًا لـ d IŠTAR akkupawe المعروف من مصادر مماثلة. |